# Fort Griswold

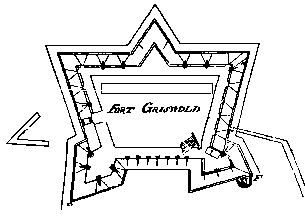
Classical drawing of Fort Griswold

Fort Griswold ist eine ehemalige Militärbasis mit einem dazugehörigen State Park, dem Fort Griswold Battlefield State Park im US-Bundesstaat Connecticut auf dem Gebiet der Gemeinde Groton. Es ist benannt nach dem damaligen stellvertretenden Gouverneur Matthew Griswold. Das Fort spielte eine Schlüsselrolle in den frühen Phasen des Amerikanischen Unabhängigkeitskrieges. Zusammen mit Fort Trumbull auf der gegenüberliegenden Seite des Hafens diente Griswold zur Verteidigung des Hafens von New London. Dieser war eine wichtige Nachschubzentrale für die Kontinentalarmee und ein Schutzhafen für Piraten, die von Connecticut unterstützt wurden und Jagd auf britische Schiffe machten.

## Fort Griswold Battlefield State Park
Heute ist der State of Connecticut Eigentümer und Betreiber des Bodendenkmals Fort Griswold Battlefield State Park. Das Gelände umfasst die wieder aufgebauten Vorwerke, Geschützstellungen und einen Eisenofen sowie Pulvermagazine aus späterer Zeit. Auf dem Gelände befinden sich verschiedene Denkmale und Monumente für die Helden verschiedener Kriege:
- Das Groton Monument, ein Granitmonument für die gefallenen Verteidiger, die während der Schlacht um Groton Heights ums Leben kamen. Es wurde zwischen 1826 und 1830 errichtet. Es ist 41 m (135 ft) hoch mit 166 Stufen.
- Unmittelbar daneben befindet sich das Monument House Museum, in dem Exponate des Unabhängigkeitskrieges ausgestellt sind. Es wird von den Daughters of the American Revolution geführt. Von Memorial Day bis zum Labor Day kann das Monument besichtigt werden.
- Das Ebenezer Avery House, in dem die Verwundeten nach der Schlacht untergebracht wurden, ist ein historisches Haus, das man den Sommer über besichtigen kann.

## Geschichte

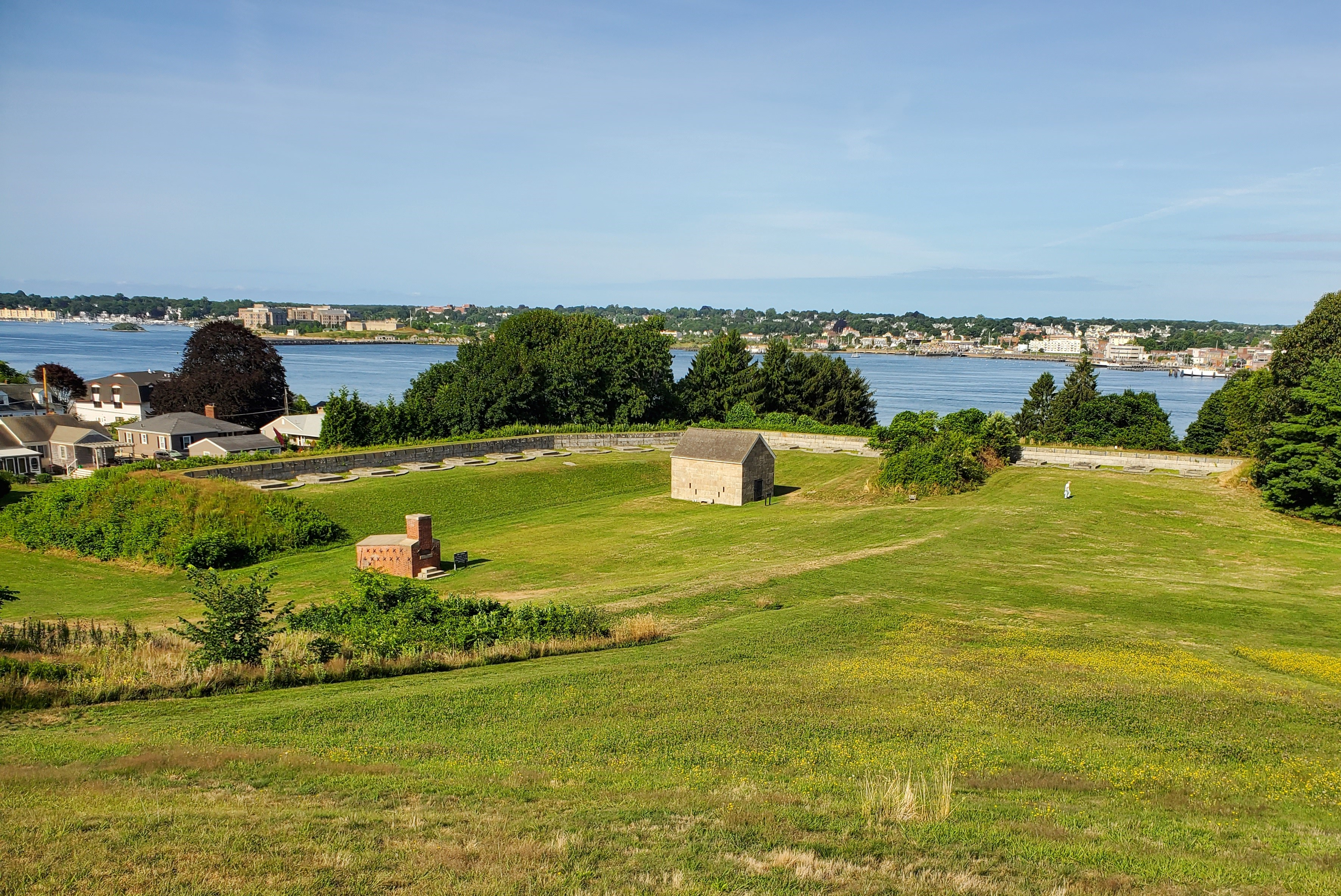
Fort Griswold und Thames River, Juli 2020

Im September 1781 überfielen britische Truppen unter Benedict Arnold New London und brannten die Stadt in der Battle of Groton Heights nieder, um die Seeräuberei zu unterbinden. Fort Griswold hielt eine strategische Schlüsselposition oberhalb des Thames River, aber die Briten kannten die Gegebenheiten aufgrund der Kenntnisse des Renegaten Arnold, der verschiedene Geheimnisse der Amerikanischen Verteidigung preisgab. Arnold, der den Aufbau von Fort Griswold kannte, näherte sich dem Hafen in einem Winkel in dem Griswolds Kanonen niemals einen effektiven Schuss auf die britische Flotte abgeben konnten. Er landete unter dem Widerstand der Garnison an. Geschützfeuer und Musketenschüsse forderten auf beiden Seiten hohe Opfer und der Kampf setzte sich außer Kontrolle fort. Die Briten enterten letztlich das Fort und versuchten, es zu zerstören, aber der Plan wurde vereitelt, weil ein Patriot das Luntenfeuer löschte, bevor es die Pulverlager erreichen konnte. Als die Briten endlich eingedrungen waren, ergab sich Colonel William Ledyard und überreichte dem kommandierenden Offizier sein Schwert. Er wurde mit seinem eigenen Schwert getötet. Die verbleibende Mannschaft, 85 Milizionäre, wurden massakriert. Nur wenige konnten fliehen. Arnold selbst kommandierte nur eine raiding party. Als Arnold New London in Flammen aufgehen ließ, wurde auch Fort Griswold verlassen.

## Weitere Verwendung
Das Fort wurde in verschiedene anderen Konflikten wieder benutzt, wieder aufgebaut und mit Truppen besetzt. Im Krieg von 1812 beispielsweise war es Stützpunkt für United States Navy sailors unter dem Kommando von Commodore Stephen Decatur. Bei diesem Ereignis wurde Decaturs Schwadron 1814 durch eine überlegene britische Streitmacht eingekesselt.
Nach dem Sezessionskrieg wurde die untere Batterie des Forts umgebaut und mit 10-inch Rodman cannons bestückt. Für die meiste Zeit seiner Nutzung durch die U.S. Army war es ein Außenposten von Fort Trumbull. Nach dem amerikanischen Bürgerkrieg wurde es nie mehr dauerhaft bemannt und unterstand dem Kommando eines ordnance sergeant.
Von 1863 bis 1879 unterstand Fort Griswold dem Ordnance Sergeant Mark Wentworth Smith, einem Veteranen des Mexikanisch-Amerikanischen Krieges, der in der Schlacht von Chapultepec verwundet worden war. Sergeant Smith war 76 Jahre alt, als er starb, und war wahrscheinlich einer der ältesten Soldaten im aktiven Dienst zu dieser Zeit.
Nach dem Spanisch-Amerikanischen Krieg wurde Fort Griswold nutzlos, da Fort H. G. Wright auf Fishers Island im Long Island Sound errichtet wurde.